# Амвросий Никифоридис
Амвросий (на гръцки: Αμβρόσιος) е гръцки духовник, филипийски и маронийски митрополит на гръцката старостилна Църква на истинно-православните християни на Гърция (Синод на Хрисостом).

## Биография
Роден e в 1952 година в македонския Драма, Гърция, със светското име Кирил Пападопулос (Ιωάννης Παπαδόπουλος). Завършва гимназия в родния си град и Богословския факултет на Солунския университет, след което преподава в средните училища в Драма.
В 1967 година става четец при митрополит Акакий Атически и Диавлийски. След отбиването на военната си служба, се замонашва. В 1976 година в храма „Свети мъченици Гурий, Самон и Авив“ е ръкоположен за дякон, а в 1981 година за презвитер от митрополит Калиник Фтиотидски, председател на Ламийския синод. В 1996 година е ръкоположен за филипийски епископ на Ламийския синод.
В 2014 година напуска Ламийския синод и е приет в юрисдикцията на Синода на Хрисостом.